# Rogliano (Cosenza)

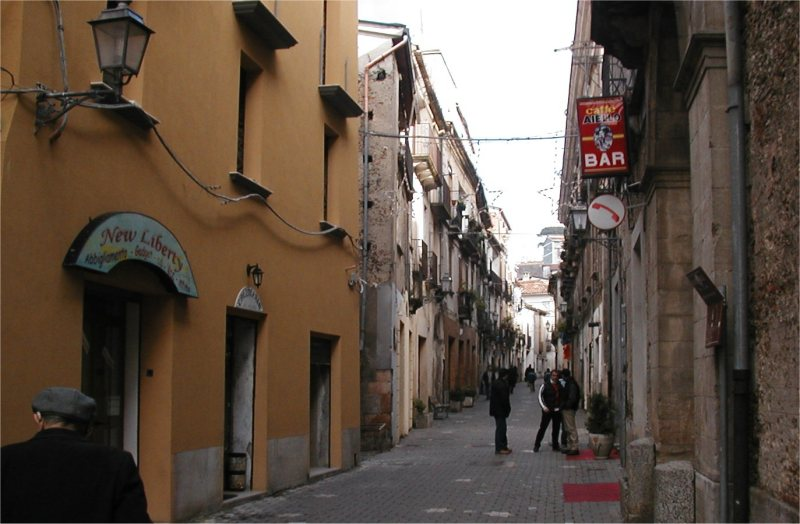
Corso Umbero, Rogliano

Rogliano is een gemeente in de Italiaanse provincie Cosenza (regio Calabrië) en telt 5934 inwoners (31-12-2004). De oppervlakte bedraagt 41,3 km², de bevolkingsdichtheid is 143 inwoners per km².

## Demografie
Rogliano telt ongeveer 2112 huishoudens. Het aantal inwoners steeg in de periode 1991-2001 met 1,3% volgens cijfers uit de tienjaarlijkse volkstellingen van ISTAT.
| Jaar | Inwoneraantal |
| ---- | ------------- |
| 1991 | 5819          |
| 2001 | 5892          |

## Geografie
Rogliano grenst aan de volgende gemeenten: Aprigliano, Marzi, Parenti, Santo Stefano di Rogliano.